# Zhujiang New City Tower
Der Global City Square ist ein Wolkenkratzer im Neubauviertel Zhujiang Xincheng (珠江新城, englisch Zhujiang New Town) im Bezirk Tianhe der Stadt Guangzhou (Hauptstadt der chinesischen Provinz Guangdong).
Der von dem Architekturbüro Rocco Design Architects Limited geplante Wolkenkratzer erreichte bei Fertigstellung im Jahr 2015 eine Höhe von 67 Stockwerken und 319 Meter. Baubeginn war 2011. Es ist einer der höchsten Wolkenkratzer in Guangzhou.